# قاعدة لوبيتال
في التحليل الرياضي، قاعدة لوبيتال (بالإنجليزية: L'Hôpital's rule)‏ تستعمل الاشتقاق بهدف إيجاد النهايات لصيغ غير محددة. تحمل هذه القاعدة اسم الرياضي الفرنسي غييوم دي لوبيتال.

## نبذة تاريخية
نشر غييوم دي لوبيتال هذه القاعدة في كتابه الذي صدر عام 1696 Analyse des Infiniment Petits pour l'Intelligence des Lignes Courbes (حرفيًًّا: تحليل اللامتناهيات في الصغر لفهم الخطوط المنحنية)، أول كتاب مدرسي حول حساب التفاضل. ومع ذلك، يُعتقد أن القاعدة اكتشفها عالم الرياضيات السويسري يوهان بيرنولي.

## مبدأ نظرية اوبيتال
ليكن {\displaystyle a} عددا حقيقيا أو حتى {\displaystyle \pm \infty }، حيث تكون الدوال الحقيقية {\displaystyle f} و{\displaystyle g} معرّفة بقرب {\displaystyle a} و{\displaystyle g} مخالفة للصفر. لو حاولنا أن نحدد نهاية الكسر {\displaystyle f/g} في a، حيث يقترب كل من البسط والمقام، كلاهما نحو الصفر أو كلاهما نحو اللانهاية، فإننا نستطيع أن نشتقهما ونحدد نهاية كسر المشتقات. ولو كانت موجودة، فإن القاعدة تؤكد أن هذه النهاية ستكون مساوية للنهاية التي نبحث عنها.

## نص قواعد أوبيتال
النص المبسط : في كتاب أوبيتال، القاعدة الموجودة هي تلك المستعملة عادة في حالة دالتين قابلتين للاشتقاق في a وحيث يكون الكسر {\displaystyle {\frac {f'(a)}{g'(a)}}} معرّفا :
لو كان "f" و"g" دالتين قابلتين للاشتقاق في "a"، ومساويتين للصفر في a وحيث يكون الكسر {\displaystyle {\frac {f'(a)}{g'(a)}}} معرّفا، فإن
{\displaystyle \lim _{x\rightarrow a}{\frac {f(x)}{g(x)}}={\frac {f'(a)}{g'(a)}}}.
و لكن، يمكن استعمال قاعدة أوبيتال في حالات أعمّ.

### التعميم الأول
على دوال، حيث {\displaystyle {\frac {f'(a)}{g'(a)}}} غير موجود بالضرورة.
لو كان f وg دالتين قابلتان للاشتقاق على النطاق ]a ; b[ وحيث نهايتهما في a، وإذا كانت g'(x) لا تساوي صفرا على ]a ; b[ وإذا كان {\displaystyle \lim _{x\rightarrow a}{\frac {f'(x)}{g'(x)}}=L} فإن {\displaystyle \lim _{x\rightarrow a}{\frac {f(x)}{g(x)}}=L}.
هذه النتيجة صالحة مهما كانت النهاية L حقيقية أو لانهائية.
التعميم الثاني على دوال تكون نهاياتها في a لانهائية.
لو كان f وg دالتين قابلتان للاشتقاق على [a ; b] ونهايتهما في a لا نهائية، ولو كانت المشتقة g'(x) مخالفة للصفر على [a ; b] ولو كانت {\displaystyle \lim _{x\rightarrow a}{\frac {f'(x)}{g'(x)}}=L} فإن {\displaystyle \lim _{x\rightarrow a}{\frac {f(x)}{g(x)}}=L}.
هذه النتيجة صالحة سواء أكانت L نهاية حقيقية أو لا نهائية.
نفس القواعد موجودة لدوال معرّّفة على [b ; a]
تبقى المبرهنات صالحة عند تعويض a بـ {\displaystyle \pm \infty }.

## الاستعمالات
في حالة « {\displaystyle 0/0} »، عادة ما نستعمل الصيغة الأولى :
{\displaystyle \lim _{x\to 0}{\frac {\sin(x)}{x^{2}+3x}}={\frac {1}{2\times 0+3}}={\frac {1}{3}}}
في حالة « ∞/∞ »، نستعمل الصيغة الثانية :
{\displaystyle \lim _{x\to +\infty }{\frac {\sqrt {x}}{\ln(x)}}=\lim _{x\to +\infty }{\frac {\frac {1}{2{\sqrt {x}}}}{\frac {1}{x}}}=\lim _{x\to +\infty }{\frac {\sqrt {x}}{2}}=+\infty }
أحيانا، يجب استعمال قاعدة أوبيتال مرات عديدة للوصول إلى النتيجة :
{\displaystyle \lim _{x\to 0}{\frac {\cos(2x)-1}{x^{3}+5x^{2}}}=\lim _{x\to 0}{\frac {-2\sin(2x)}{3x^{2}+10x}}=\lim _{x\to 0}{\frac {-4\cos(2x)}{6x+10}}={\frac {-2}{5}}}
و قد يمكن إيجاد بعض النهايات، التي لا تظهر في شكل نهايات كسور، باستعمال هذه القاعدة :
{\displaystyle \lim _{x\to +\infty }x-{\sqrt {x^{2}-x}}=\lim _{x\to +\infty }{\frac {1-{\sqrt {1-1/x}}}{1/x}}=\lim _{h\to 0}{\frac {1-{\sqrt {1-h}}}{h}}}
{\displaystyle \lim _{x\to +\infty }x-{\sqrt {x^{2}-x}}=\lim _{h\to 0}{\frac {\frac {1}{2{\sqrt {1-h}}}}{1}}={\frac {1}{2}}}
نلاحظ أن الصيغ المعممة لا تعطينا إلا شروطا كافية لوجود النهاية. وبالتالي توجد حالات تكون فيها نهاية كسر المشتقات غير موجودة، في حين أن نهاية كسر الدوال
موجودة :
{\displaystyle \lim _{x\to 0}{\frac {x^{2}\sin(1/x)}{x}}=\lim _{x\to 0}x\sin(1/x)=0}
في حين أن :
{\displaystyle {\frac {2x\sin(1/x)-\cos(1/x)}{1}}} ليس لها نهاية في الصفر.
في النهاية، سنعتني بالتأكد من أن g'(x) مخالفة للصفر بقرب a، بمعنى آخر أن g لا تتذبذب كثيرا حول نهاياتها، وإلا فإن القاعدة لا يمكن تطبيقها. على سبيل المثال، إذا كان :
{\displaystyle f(x)=x+\cos(x)\sin(x)\,} و{\displaystyle g(x)=e^{\sin(x)}(x+\cos(x)\sin(x))\,}، فإن
{\displaystyle f'(x)=2\cos ^{2}(x)\,} و{\displaystyle g'(x)=e^{\sin(x)}\cos(x)(x+\sin(x)\cos(x)+2\cos(x))\,}
و بالتالي
{\displaystyle \lim _{x\to +\infty }{\frac {f'(x)}{g'(x)}}=\lim _{x\to +\infty }{\frac {2\cos(x)}{e^{\sin(x)}(x+\sin(x)\cos(x)+2\cos(x))}}=0}
و لكن
{\displaystyle {\frac {f(x)}{g(x)}}={\frac {1}{e^{\sin(x)}}}} لا تملك نهاية في {\displaystyle +\infty } لأن {\displaystyle {\frac {1}{e^{\sin(x)}}}} تتذبذب بين 1/e وe.

## الاستدلالات

### الاستدلال على الصيغة البسيطة
إنها عملية بسيطة على النهايات. بما أن f(a)=g(a)=0، فإن :
{\displaystyle {\frac {f(x)}{g(x)}}={\frac {f(x)-f(a)}{x-a}}{\frac {x-a}{g(x)-g(a)}}}
بما أن f et g قابلتان للاشتقاق في a وأن الكسر {\displaystyle {\frac {f'(a)}{g'(a)}}} معرّف، نستطيع أن نؤكد أن
1. g'(a) مخالف للصفر، وبالتالي g(x) مخالف للصفر على نطاق ]a ; c]
2. {\displaystyle \lim _{x\to a}{\frac {f(x)-f(a)}{x-a}}{\frac {x-a}{g(x)-g(a)}}={\frac {f'(a)}{g'(a)}}}

### الاستدلال على التعميم الأول
يحتاج الاستدلال على التعميم الأول لمبرهنة القيمة الوسطى : لو كان f و g قابلتان للاشتقاق على النطاق ]x ; y[ ومتواصلة على [x ; y]، ولو كانت (g(x مخالفة للصفر، فإنه يوجد عدد حقيقي c ينتمي إلى ]x ; y[ حيث :
{\displaystyle {\frac {f(x)-f(y)}{g(x)-g(y)}}={\frac {f'(c)}{g'(c)}}}
و نستطيع أن نعرّف الدالتين بتواصلهما في a بوضع f(a) = g(a) = 0
بما أن (g(x مخالفة للصفر على ]a ; b[، نستطيع أن نطبق مبرهنة القيمة الوسطى المعممة على النطاق [a ; x]
لكل عدد حقيقي x من ]a ; b[، يوجد عدد حقيقي c من ]a ; b[ بحيث {\displaystyle {\frac {f(x)}{g(x)}}={\frac {f'(c)}{g'(c)}}}.
بما أن {\displaystyle \lim _{x\to a}c=a} وأن {\displaystyle \lim _{x\to a}{\frac {f'(a)}{g'(a)}}=L}، فإنه بالمثل لـ {\displaystyle \lim _{x\to a}{\frac {f(x)}{g(x)}}}.

### الاستدلال على التعميم الثاني
يحتاج الاستدلال على التعميم الثاني إلى نفس المبرهنة التي يجب استعمالها بحذر.
بما أن (g(x مخالفة للصفر على النطاق ]a ; b[، لكل x وy مختلفتين من هذا النطاق، يمكننا إذن تطبيق مبرهنة القيمة الوسطى على النطاق [x ; y]
في كل نطاق [x ; y]، يوجد عدد حقيقي c من [x ; y] بحيث {\displaystyle {\frac {f(x)-f(y)}{g(x)-g(y)}}={\frac {f'(c)}{g'(c)}}}
بما أن نهايات f و g لا متناهية في a، فإنه يوجد نطاق ]a ; a'[ تكون فيه (g(x مخالفة للصفر، ويمكن كتابة العبارة السابقة إذن بالطريقة الآتية :
{\displaystyle f(x)=(g(x)-g(y)){\frac {f'(c)}{g'(c)}}+f(y)}
{\displaystyle {\frac {f(x)}{g(x)}}=\left(1-{\frac {g(y)}{g(x)}}\right){\frac {f'(c)}{g'(c)}}+{\frac {f(y)}{g(x)}}}
بما أن {\displaystyle \lim _{t\to a}{\frac {f'(t)}{g'(t)}}=L}، وc تنتمي إلى ]a ; y[، فإننا نستطيع أن نختار y بحيث يكون {\displaystyle {\frac {f'(c)}{g'(c)}}} قريبا من الصفر بقدر ما نريد لكل x من ]a ; a + r[.
للنهايات في {\displaystyle \pm \infty }، يكفي أن نضع {\displaystyle x=1/t} ونحاول أن نجد نهاية في {\displaystyle 0}.
لتكن {\displaystyle f} و{\displaystyle g} دالّتين معرّفتين على {\displaystyle [M>0;+\infty [}، قابلتين للاشتقاق على {\displaystyle ]M;+\infty [}، إذا كانت {\displaystyle g'(x)} مخالفة للصفر وكانت {\displaystyle \lim _{x\to +\infty }{\frac {f'(x)}{g'(x)}}=L} فإن
{\displaystyle \lim _{x\to +\infty }{\frac {f(x)}{g(x)}}=\lim _{t\to 0^{+}}{\frac {f(1/t)}{g(1/t)}}=\lim _{t\to 0^{+}}{\frac {(-1/t^{2})f'(1/t)}{(-1/t^{2})g'(1/t)}}=\lim _{x\to +\infty }{\frac {f'(x)}{g'(x)}}=L}